# Monumento funerario

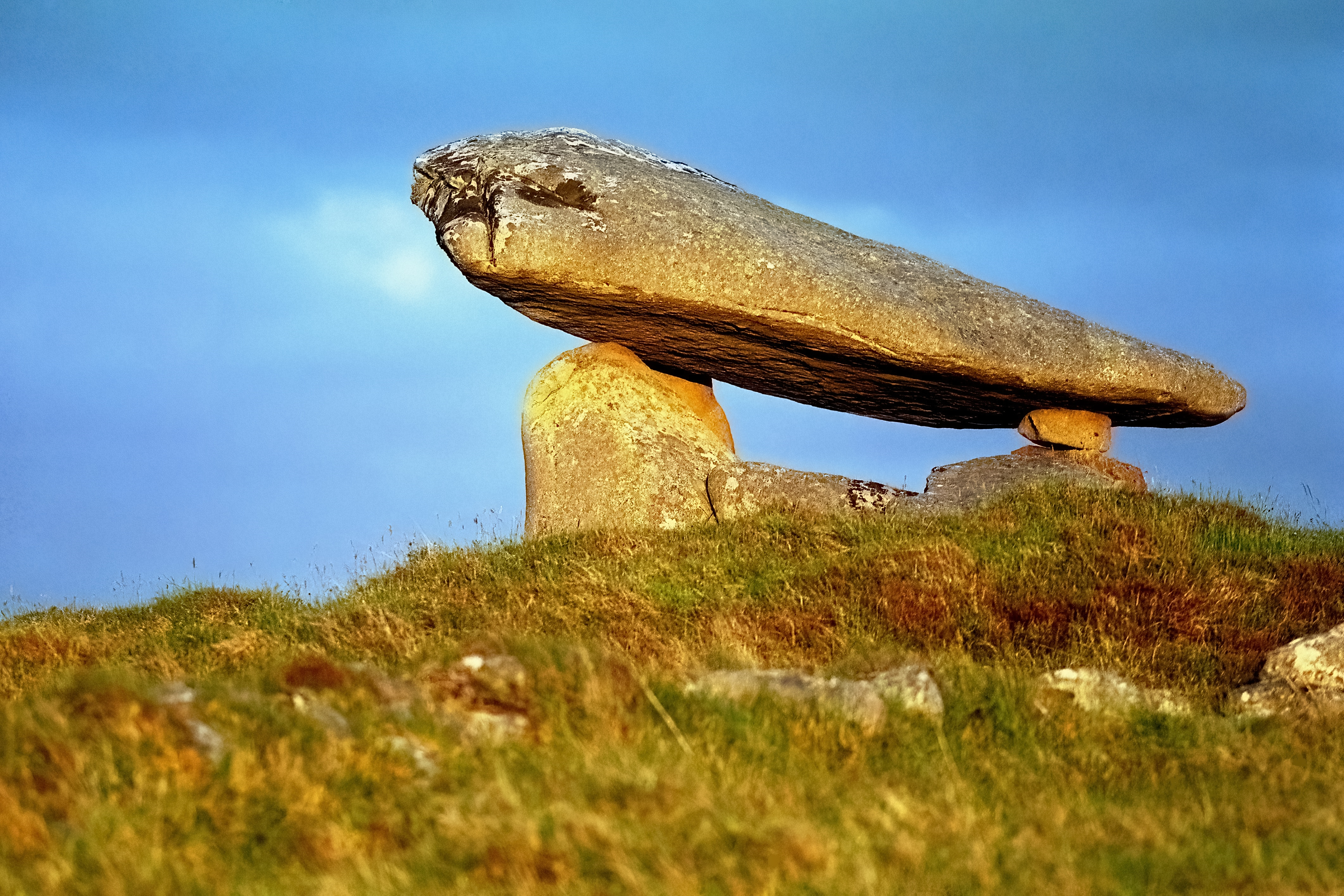
Dolmen de Kilclooney (Irlanda).

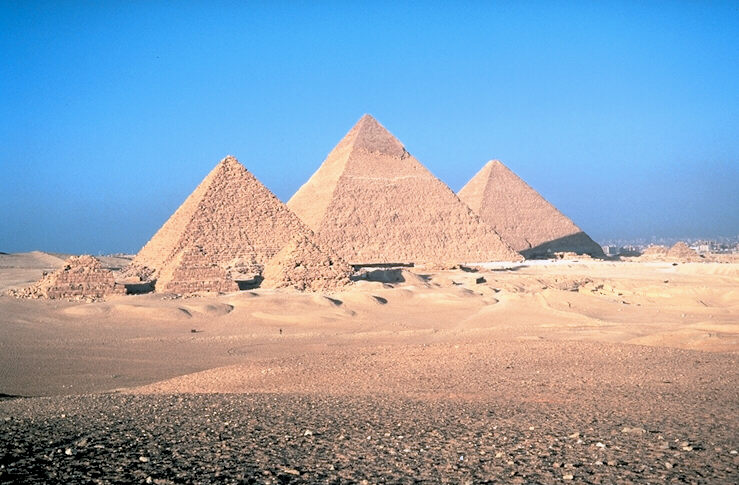
Pirámides de Giza (Antiguo Egipto).

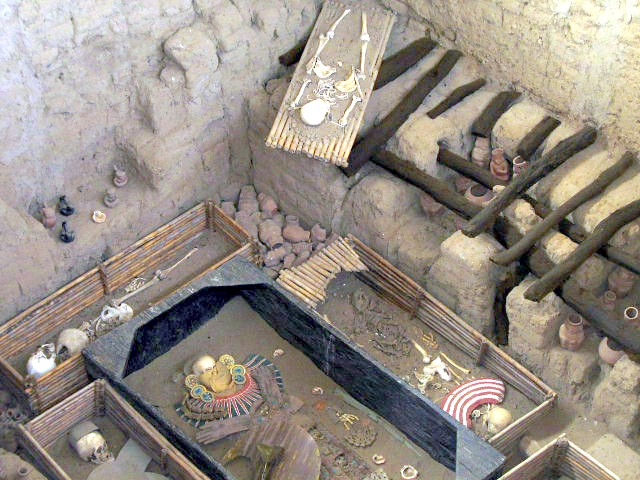
Tumba del Señor de Sipán (Antiguo Perú).

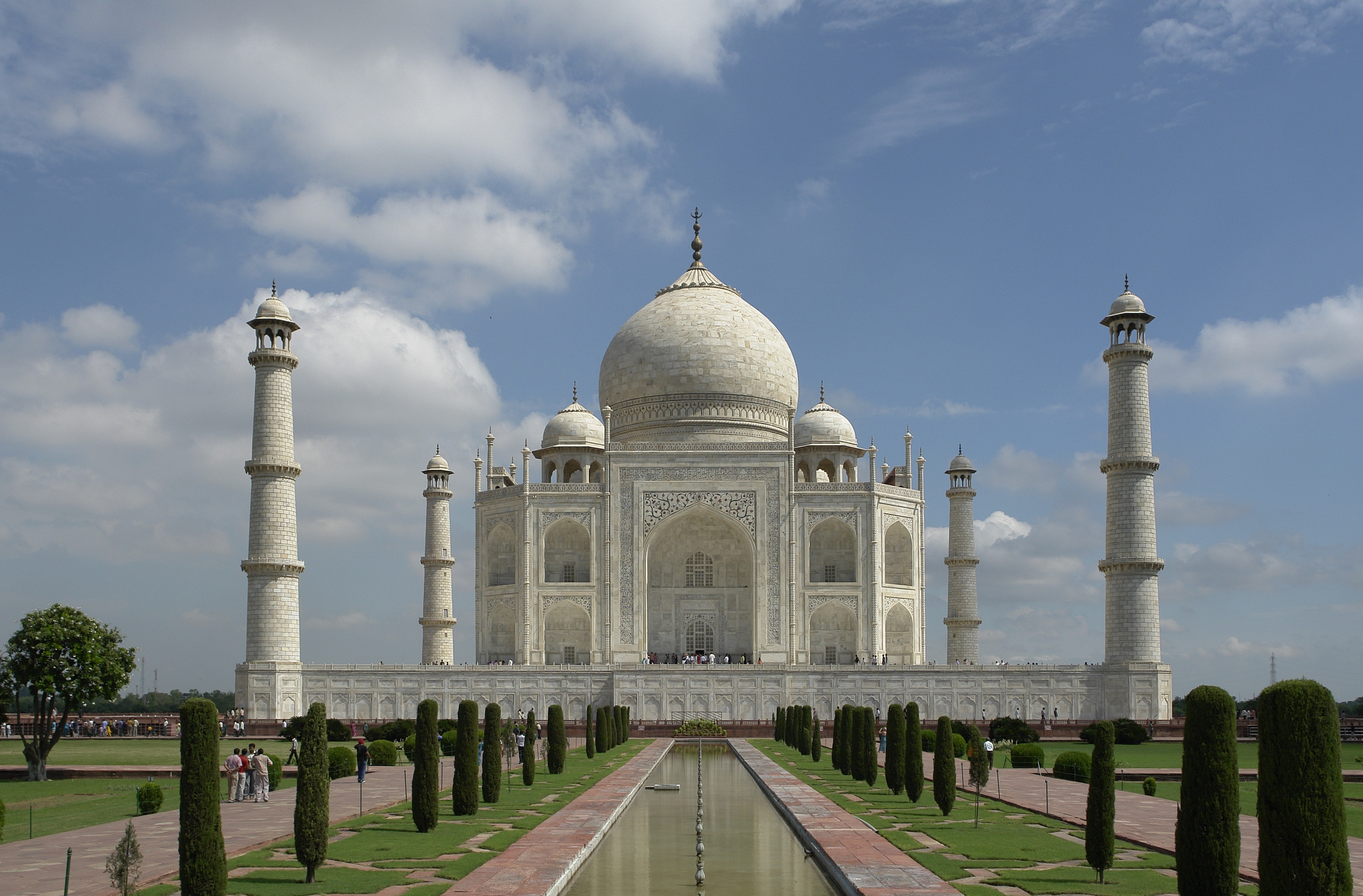
Taj Mahal (India).

Monumento funerario es el monumento que se dedica a la conmemoración fúnebre. Dependiendo de sus dimensiones y de que acojan o no un espacio interno, pueden considerarse arquitectura funeraria. Los más ostentosos se denominan mausoleo (por la tumba de Mausolo, una de las siete maravillas del mundo).
Puede ser una tumba o sepultura, si el monumento contiene la presencia de un cadáver (sus restos completos, especialmente si coincide con el lugar de la inhumación, parciales, si se ha producido un traslado o algún tratamiento intermedio -como la momificación-, o reducidos a cenizas si la técnica previa no ha sido la inhumación sino la cremación).
Los monumentos que contienen varias tumbas se denominan panteón, mientras que la denominación tumba colectiva o enterramiento colectivo se reserva para otro tipo de enterramiento, bien no monumental o bien de otro contexto histórico-cultural, como los megalíticos (tipologías de menhires, dolmenes, tumba de corredor, cromlechs, talayots, navetas, yacimientos de Stonehenge, Alineamientos de Carnac, Los Millares, El Argar, Tumba de los gigantes, etc.)
Puede ser un cenotafio, si el monumento no contiene el cadáver, pero simula una tumba. Si únicamente es un lugar de recuerdo, sin referencia sepulcral, se suele denominar memorial (expresión no recomendada por la RAE, que prefiere "monumento conmemorativo"). Son muy habituales los denominados "monumento al soldado desconocido", que a veces sí incluyen los restos de uno de ellos (denominándose propiamente "tumba del soldado desconocido").
Existe un tipo específico de monumento que solo contiene mínimos restos de un cadáver o de varios cadáveres: los relicarios, que contienen reliquias. Los relicarios suelen ser arte mobiliar, pero también los hay de grandes dimensiones, incorporados a la decoración de las iglesias.

## Edad Antigua: Tumbas imperiales
Las primeras civilizaciones urbanas (tumbas reales de Ur o de Qatna) y los grandes imperios de la Edad Antigua se caracterizaron por la obsesión por la vida de ultratumba, que tuvo su más alto grado en la arquitectura funeraria del Antiguo Egipto (mastabas, pirámides e hipogeos -Valle de los Reyes-). La tumba del primer emperador chino (Mausoleo de Qin Shi Huang, de la que los guerreros de terracota son solo una parte, y no la más ostentosa) era comparable en exceso de ambición. La enigmática Tumba de Alejandro Magno no se ha hallado. Los romanos tuvieron costumbres más modestas, aunque las columnas de Trajano y de Marco Aurelio son también monumentos destacados.
En el Antiguo Israel se mantuvo un especial lugar de enterramiento denominado Tumba de los Patriarcas.
Los enterramientos regios en las civilizaciones de la América precolombina (por ejemplo, el del Señor de Sipán) se hicieron con el propósito semejante de alcanzar la eternidad, y con comparable sofisticación artística.

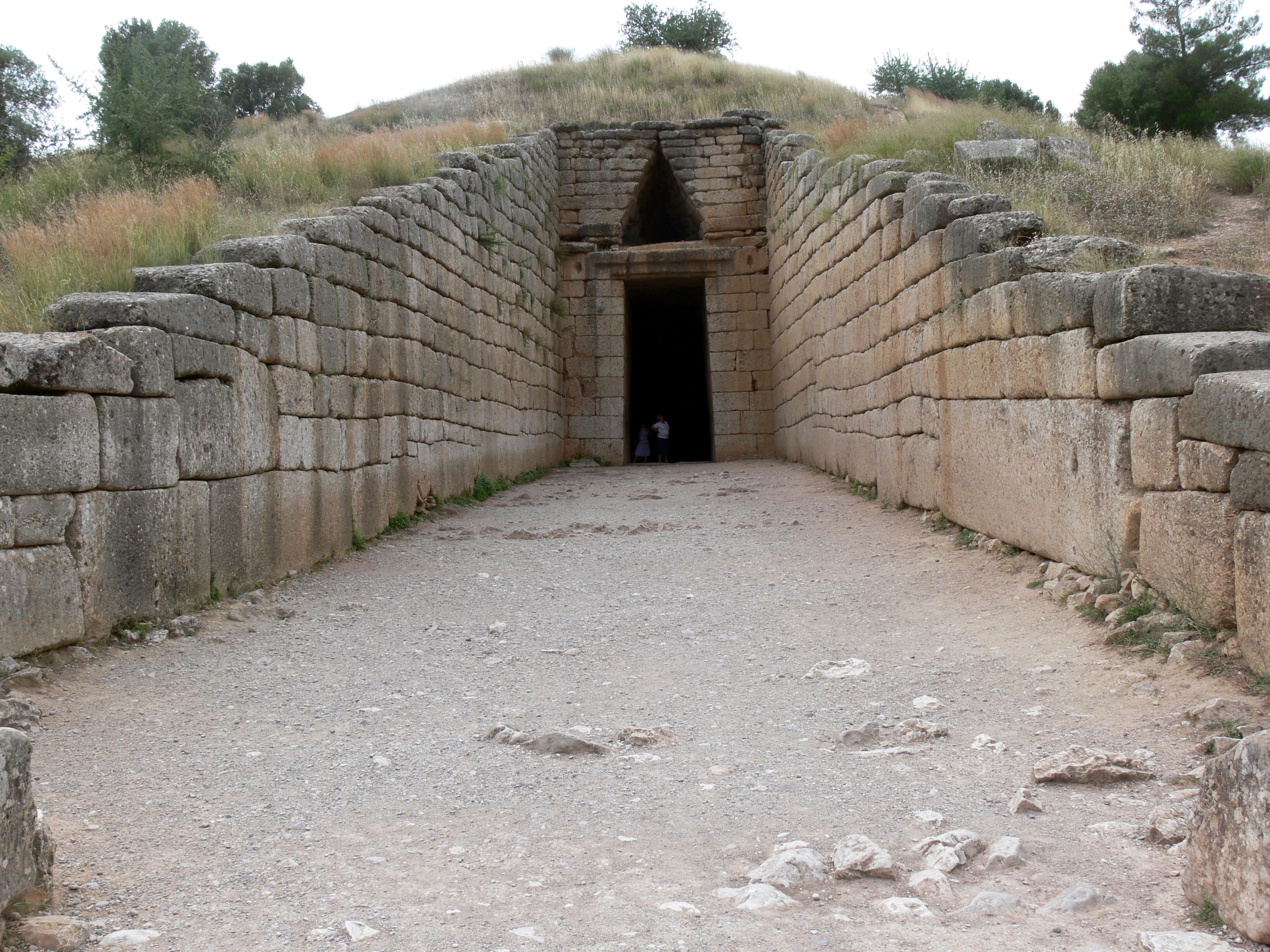
Tumba llamada Tesoro de Atreo, Micenas.
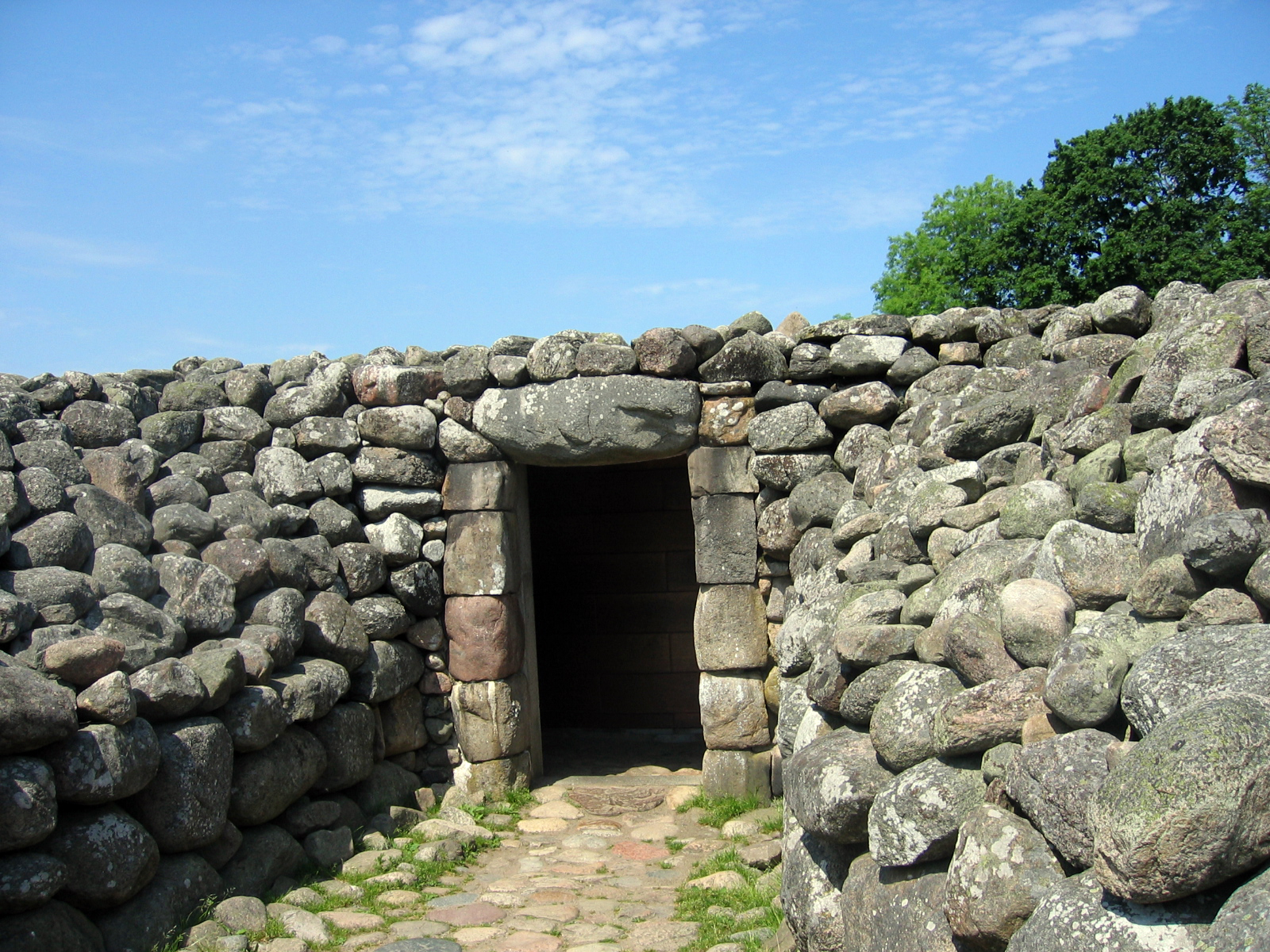
Kungagraven, Kiviksgraven o tumba de Kivik (Suecia).
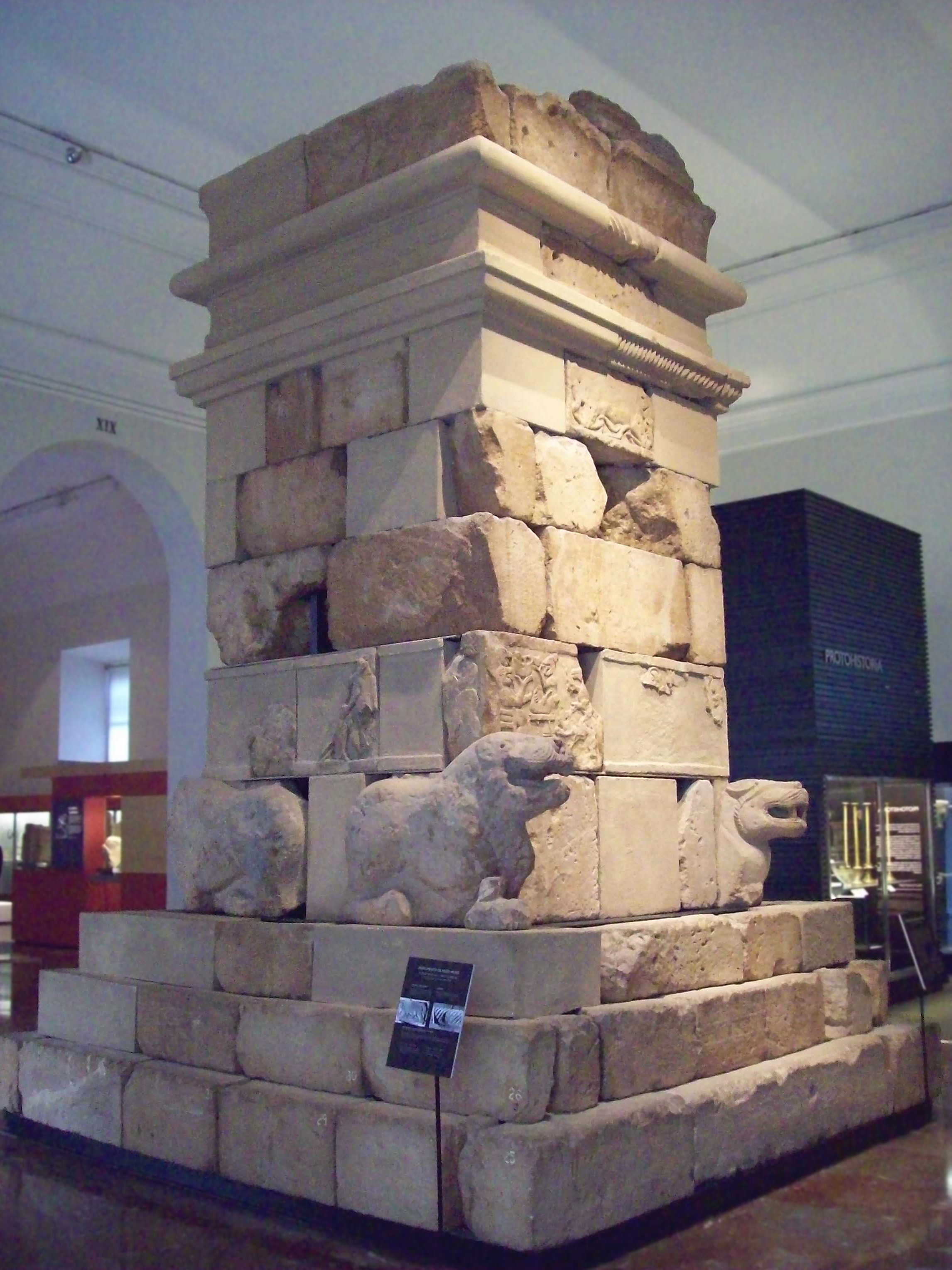
Monumento funerario de Pozo Moro.
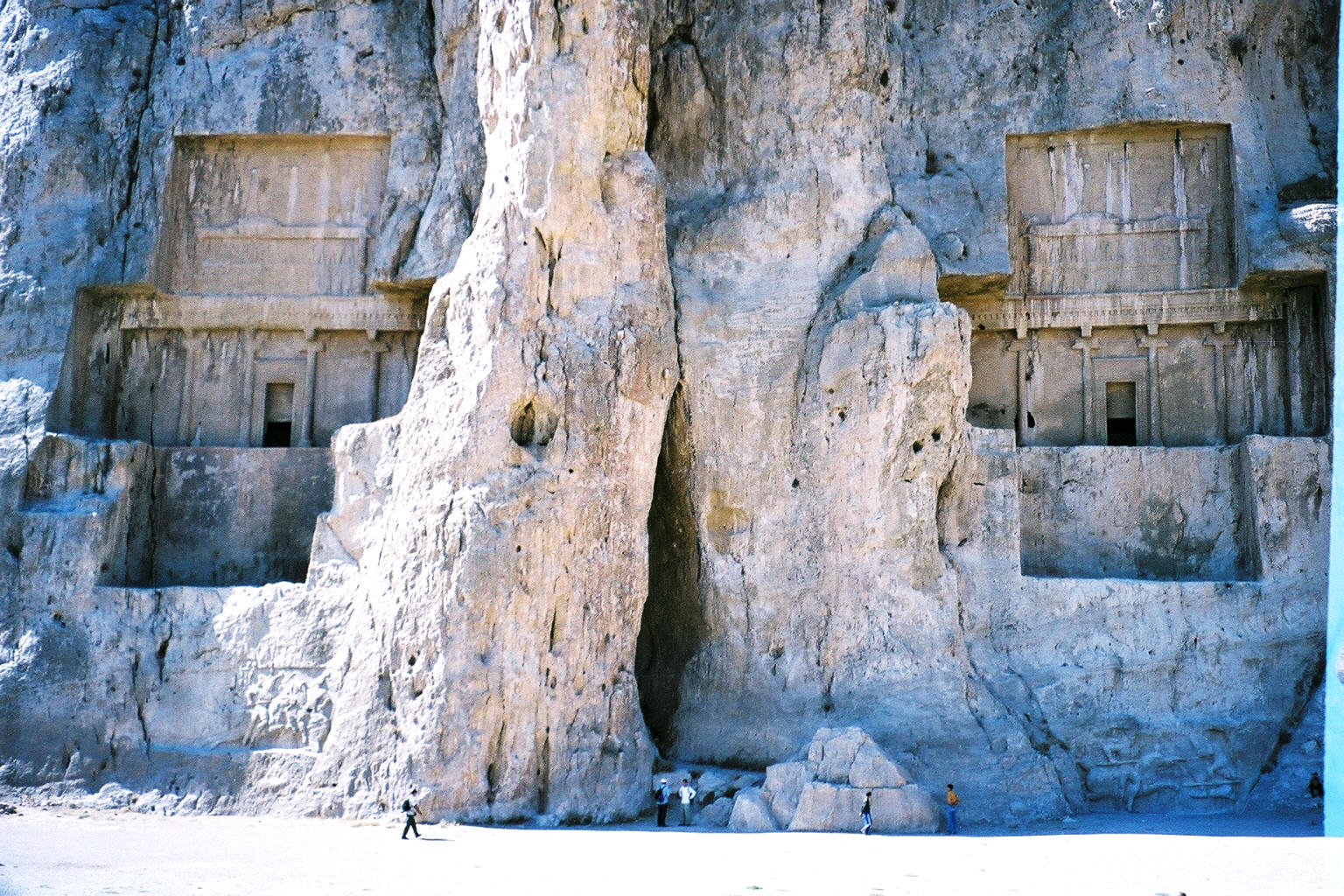
Tumbas aqueménidas de Naqsh-e Rostam.
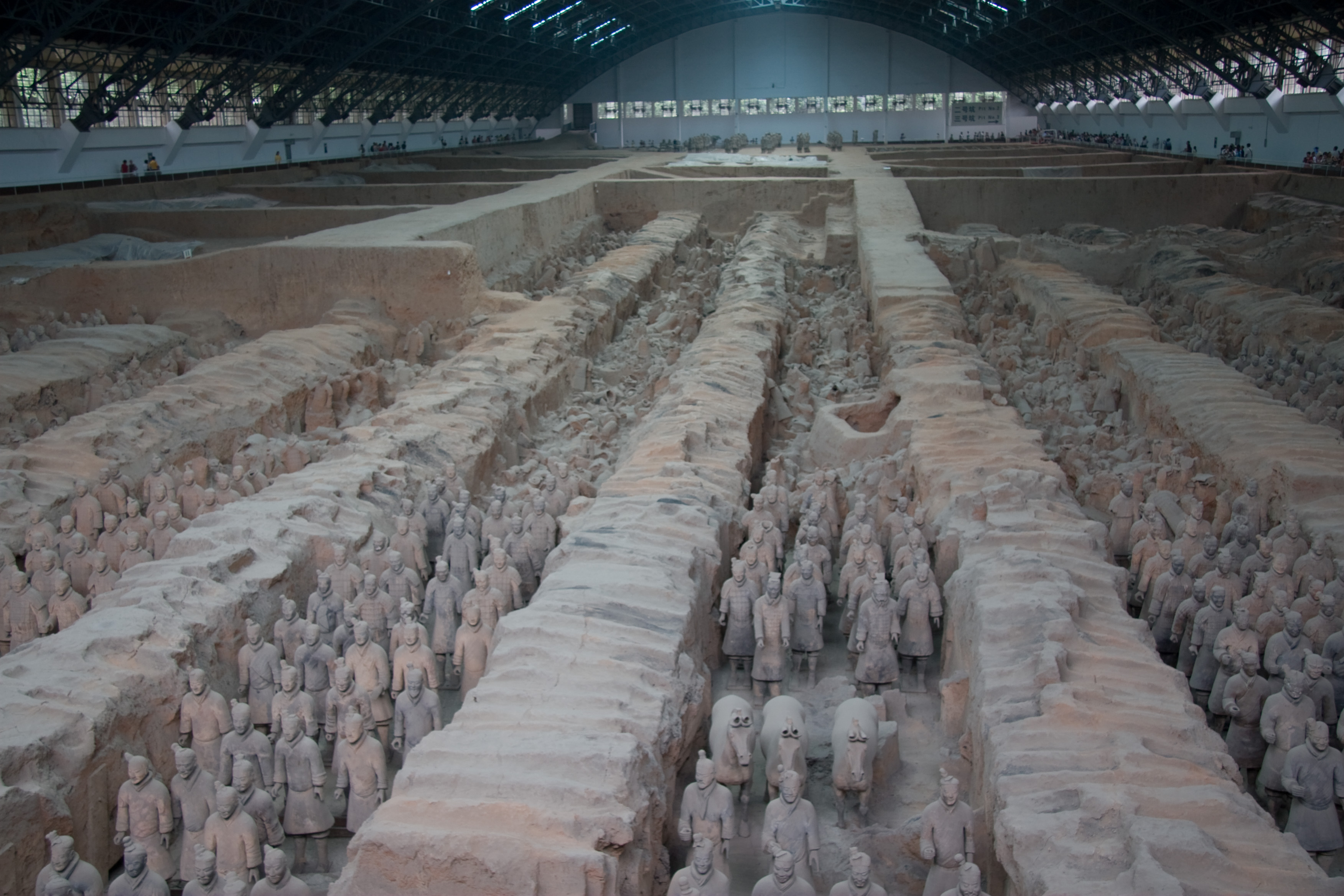
Mausoleo de Qin Shi Huang (los llamados "guerreros de terracota" o "de Xian").
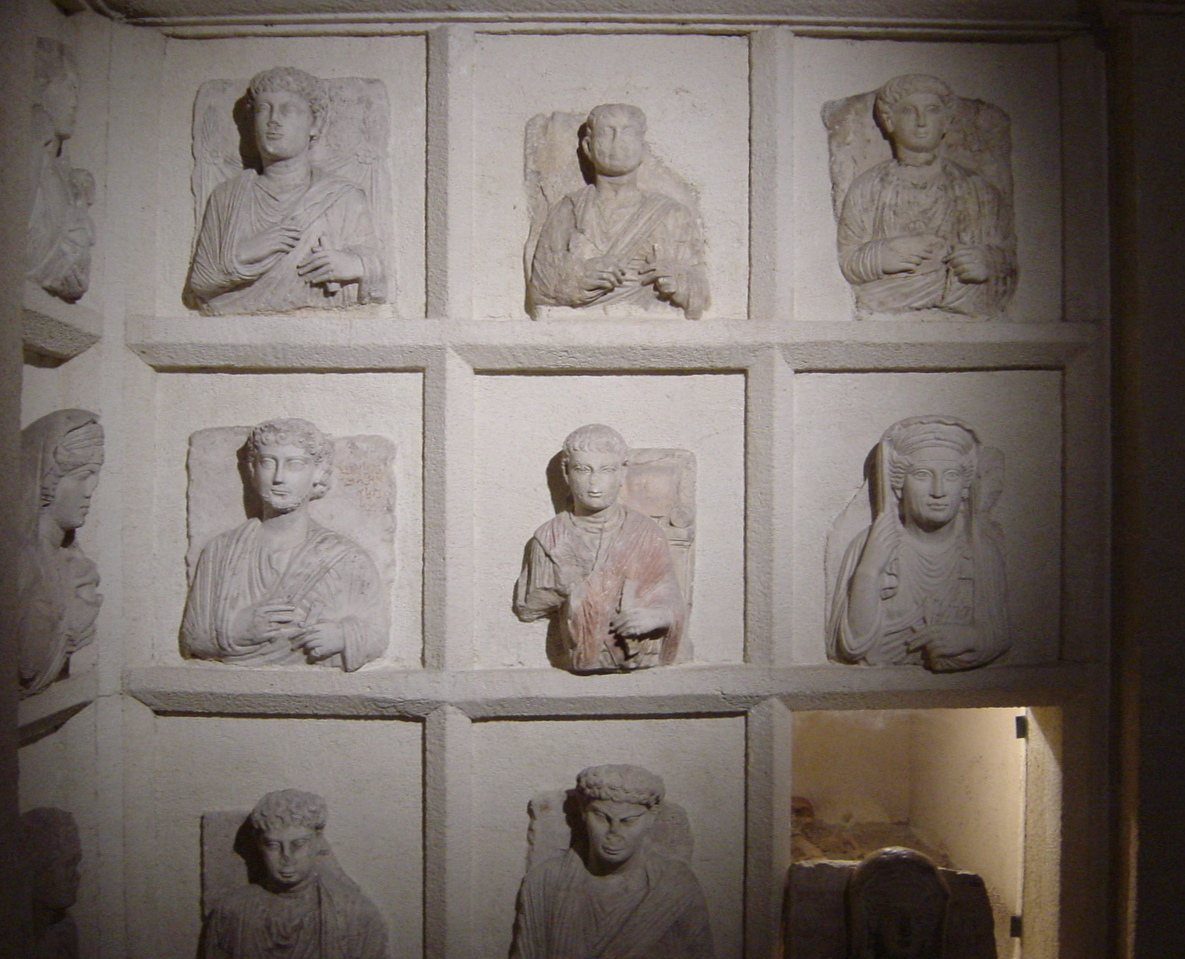
Columbario procedente de Palmira.

## Edad Media y Edad Moderna: Panteones reales
El fortalecimiento del poder de las monarquías (paso de las monarquías feudales a las monarquías autoritarias y a las monarquías absolutas) no varió sustancialmente los usos funerarios cristianos de la Baja Edad Media (enterramiento en espacios destacados y capillas de determinados templos o monasterios), con estructuras escultóricas cada vez mayores, en respuesta a la competencia por el prestigio de las familias nobles. Un notable ejemplo son las de la familia Scaligeri de Verona (Arche scaligere).
Los panteones reales fueron objeto de peculiar cuidado en los reinos medievales: los reyes de Francia se enterraban en la Basílica de Saint-Denis. En los reinos cristianos de la península ibérica hubo una mucha mayor variación en los lugares de enterramiento (Panteón de reyes de la Catedral de Oviedo -reyes de Asturias-, Panteón de reyes de San Isidoro de León y Panteón Real de la catedral de Santiago de Compostela -reyes de Galicia y León-, Monasterio de Oña, Catedral de Toledo y Catedral de Sevilla -reyes de Castilla-, iglesia del Monasterio de San Juan de la Peña y luego Monasterio de Poblet y Catedral de Barcelona -reyes de Aragón-, Monasterio de Alcobaza, Monasterio de Batalha y luego la iglesia de San Vicente de Fora -reyes de Portugal-, Monasterio de Santa María la Real de Nájera y luego Monasterio de Leyre -reyes de Navarra-). Los Reyes Católicos se hicieron enterrar en la Capilla Real de la Catedral de Granada, la última ciudad reconquistada a los moros. Allí también se enterraron Juana la Loca y Felipe el Hermoso. Con una pretensión más ambiciosa, Felipe II mandó construir el Monasterio de El Escorial como lugar de enterramiento los reyes de España; con excepción del primer Borbón, Felipe V, que prefirió hacerlo en su Palacio de La Granja.
La Hofkirche de Innsbruck se concibió por Fernando I (el hermano de Carlos V) como un cenotafio para su abuelo Maximiliano. Desde 1633 los Habsburgo de Viena se enterraron en la Cripta Imperial.
Gran parte de los reyes de Dinamarca se enterraron en la Iglesia de San Benito (Ringsted) y los de Noruega en la Catedral de Nidaros.
Los enterramientos papales se realizaron en distintas iglesias de Roma o Aviñón.
En otros contextos culturales, fuera de la cristiandad, se producían otros tipos de monumentos funerarios espectaculares, como los del mundo islámico (Taj Mahal, Tumba de Saladino, Tumba de Tamerlán) o los de Extremo Oriente (Tumbas imperiales de las dinastías Ming y Qing -chinas-, Conjunto de tumbas de Koguryo y Tumbas reales de la dinastía Joseon -coreanas-).

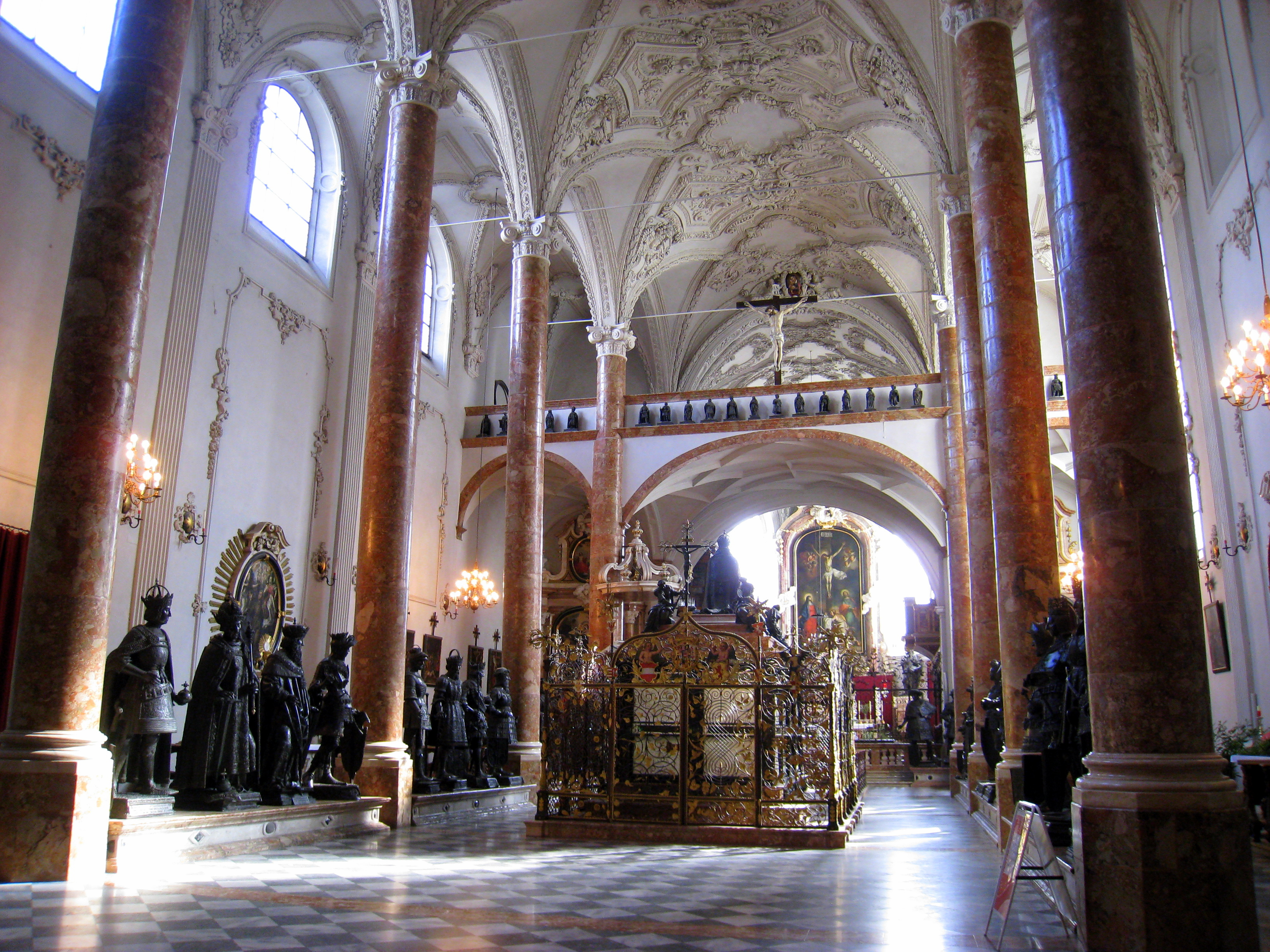
Hofkirche.
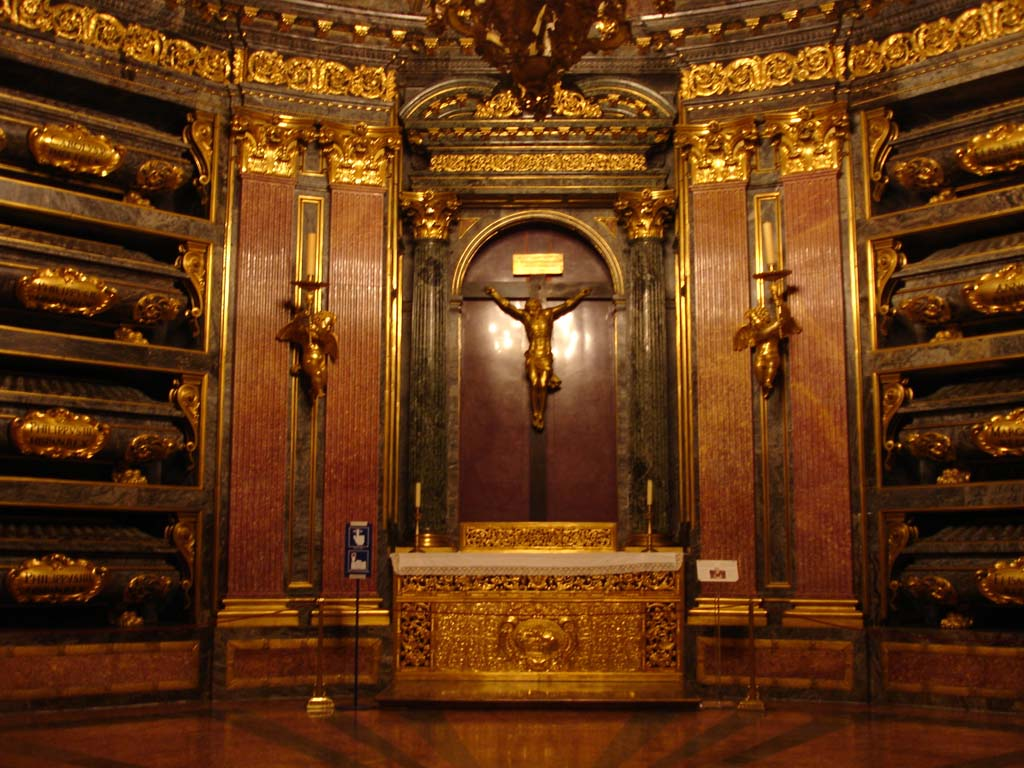
Cripta Real del Monasterio de El Escorial.

## Edad Contemporánea

### SiglosXVIIIyXIX: Revoluciones burguesas y construcción de historias nacionales
La monarquía inglesa inició la costumbre de prestigiar su propio lugar de enterramiento al acoger las tumbas de los más conspicuos prohombres (Abadía de Westminster). Tal iniciativa fue convertida por la Francia revolucionaria en un verdadero espacio civil de conmemoración de los más ilustres ciudadanos (el Panteón de París). En España, una iniciativa semejante (el Panteón de Hombres Ilustres) no ha tenido continuidad. En Estados Unidos se hizo habitual desde la Guerra de Secesión la consideración de monumentos públicos a los lugares de enterramiento de personalidades destacadas, como Lincoln o Grant (el obelisco de Washington no es funerario), o colectivos (Cementerio Nacional de Arlington).

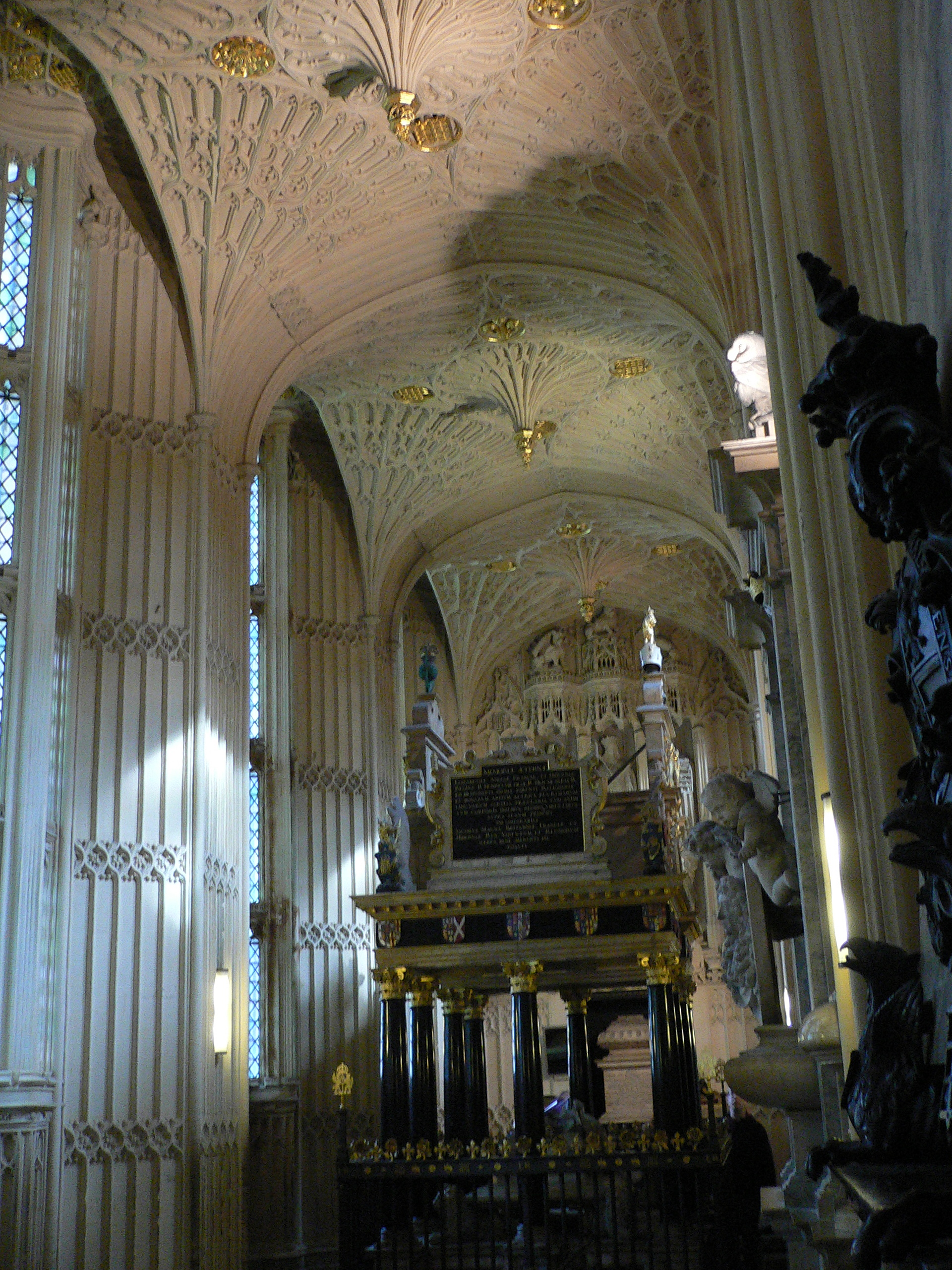
Tumbas en la abadía de Westminster.
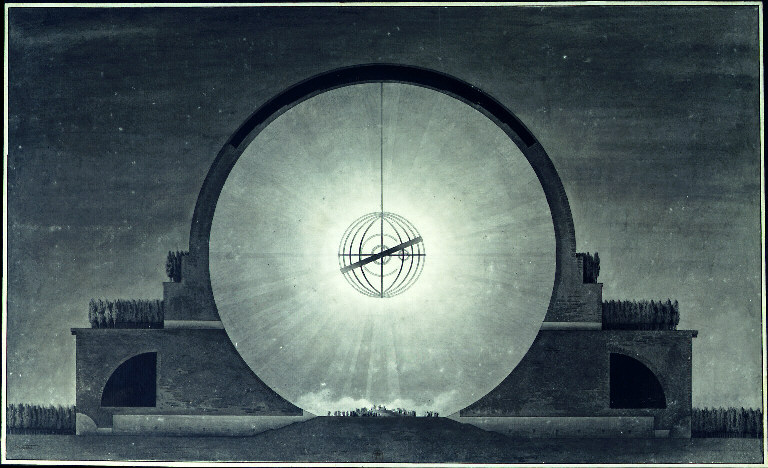
Proyecto de Cenotafio de Newton, de Louis Boullée.
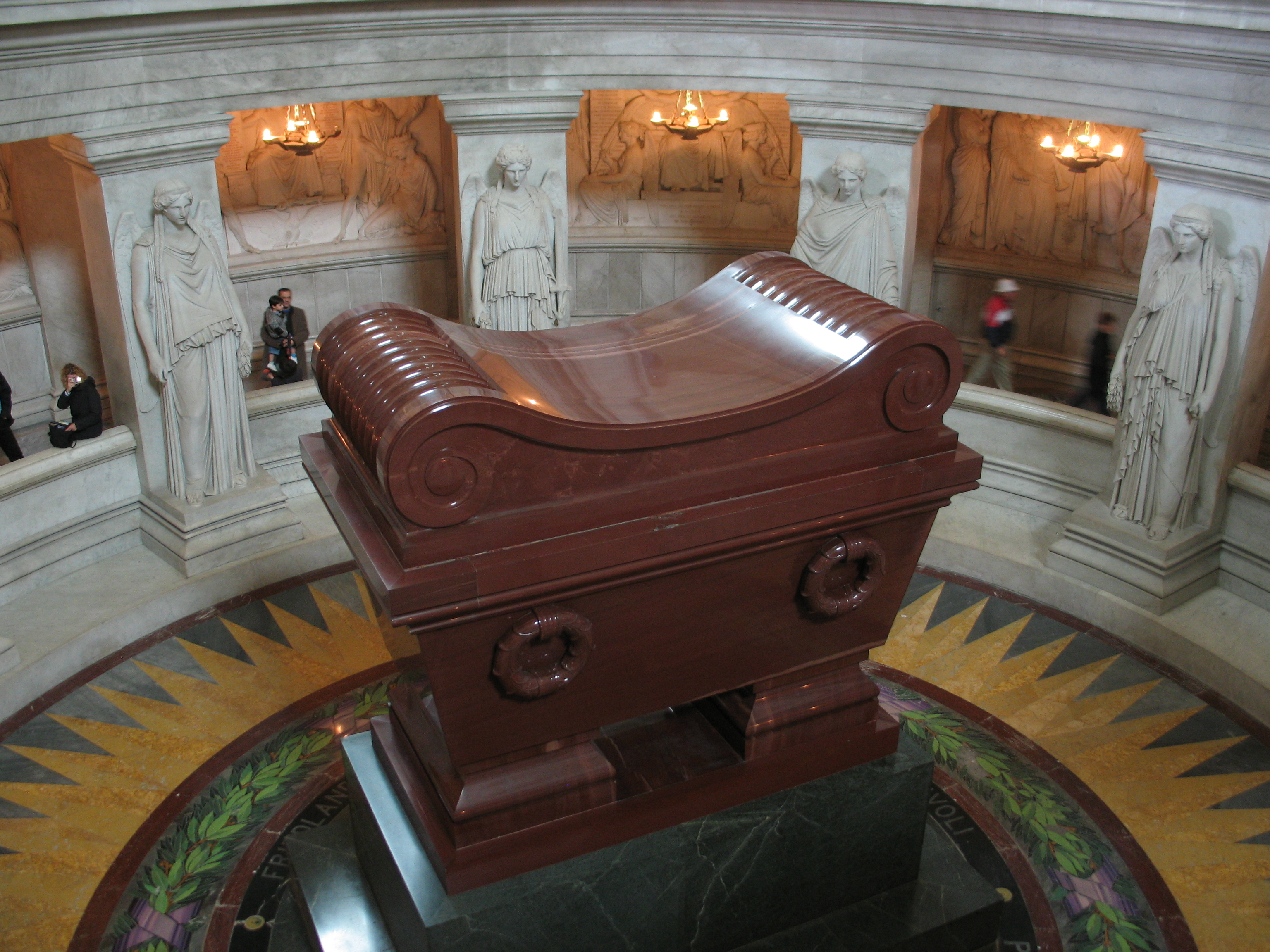
Tumba de Napoleón Bonaparte en Los Inválidos.
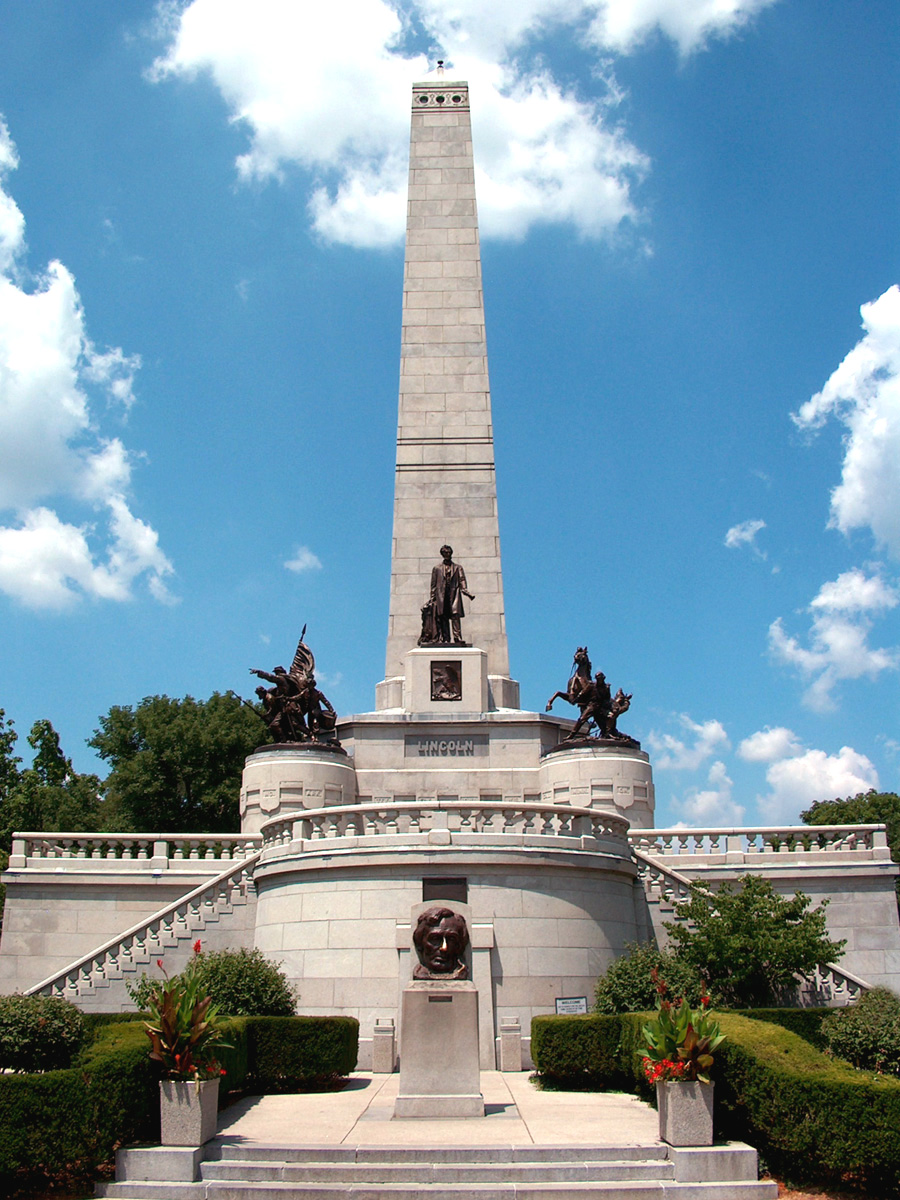
Monumento funerario de Lincoln.

### SigloXX: Totalitarismos
Los totalitarismos comunista y fascista proporcionaron el entorno necesario para el denominado culto a la personalidad de los líderes carismáticos, a los que se les construyeron monumentos funerarios grandiosos.

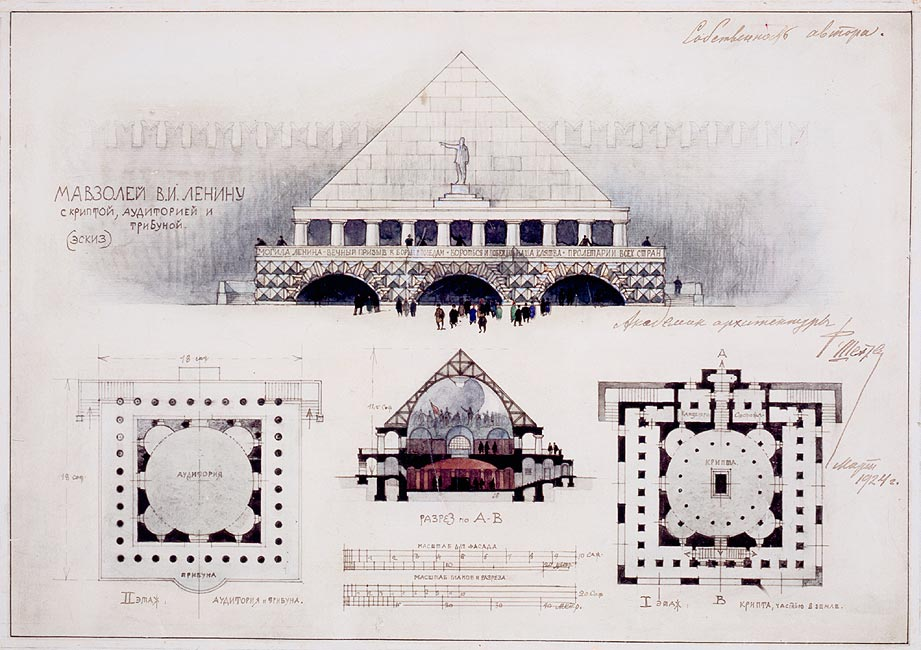
Proyecto de Mausoleo de Lenin, de Fyodor Schechtel.
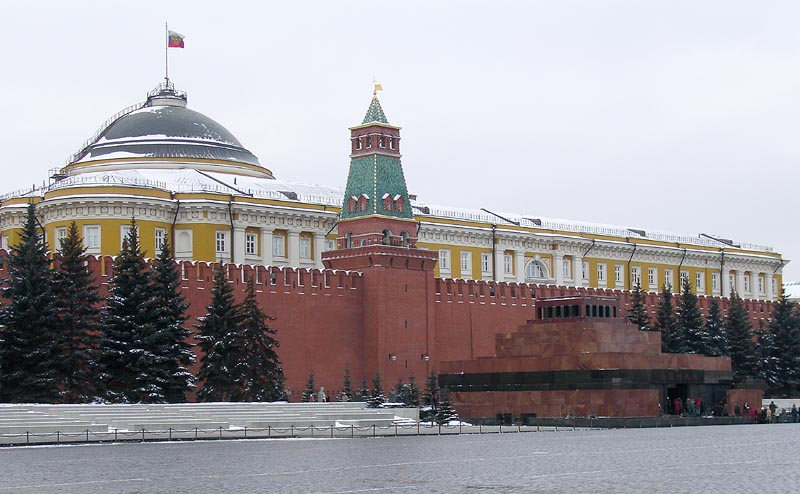
Mausoleo de Lenin frente al Kremlin de Moscú.
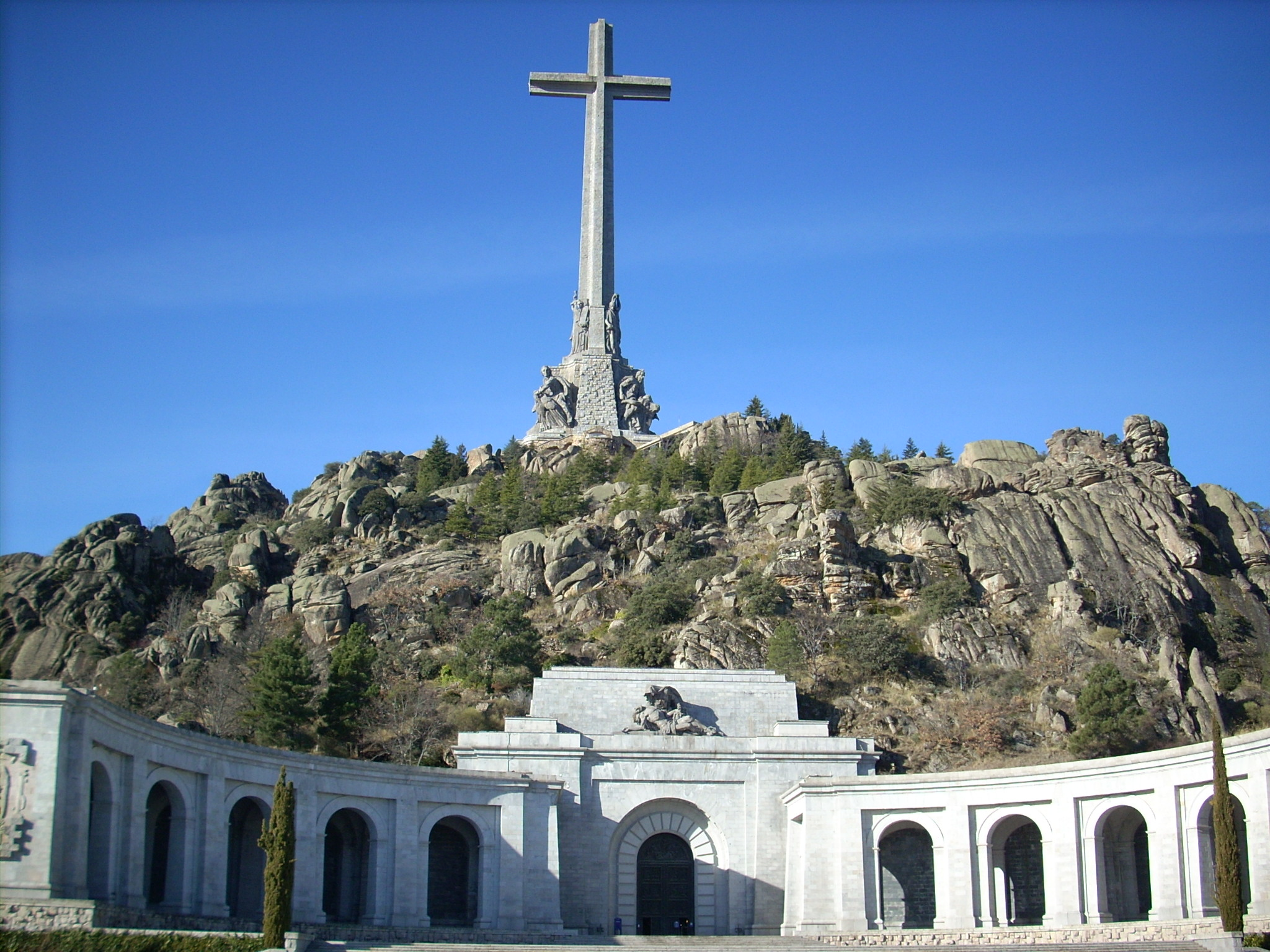
Valle de los Caídos.
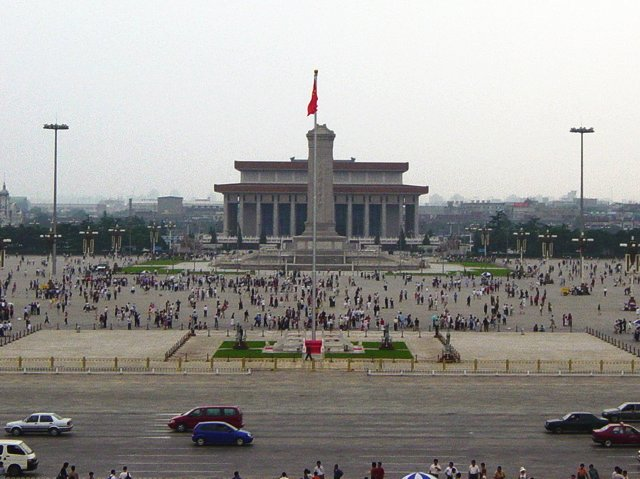
Mausoleo de Mao Zedong, en la Plaza Tian'anmen de Pekín.
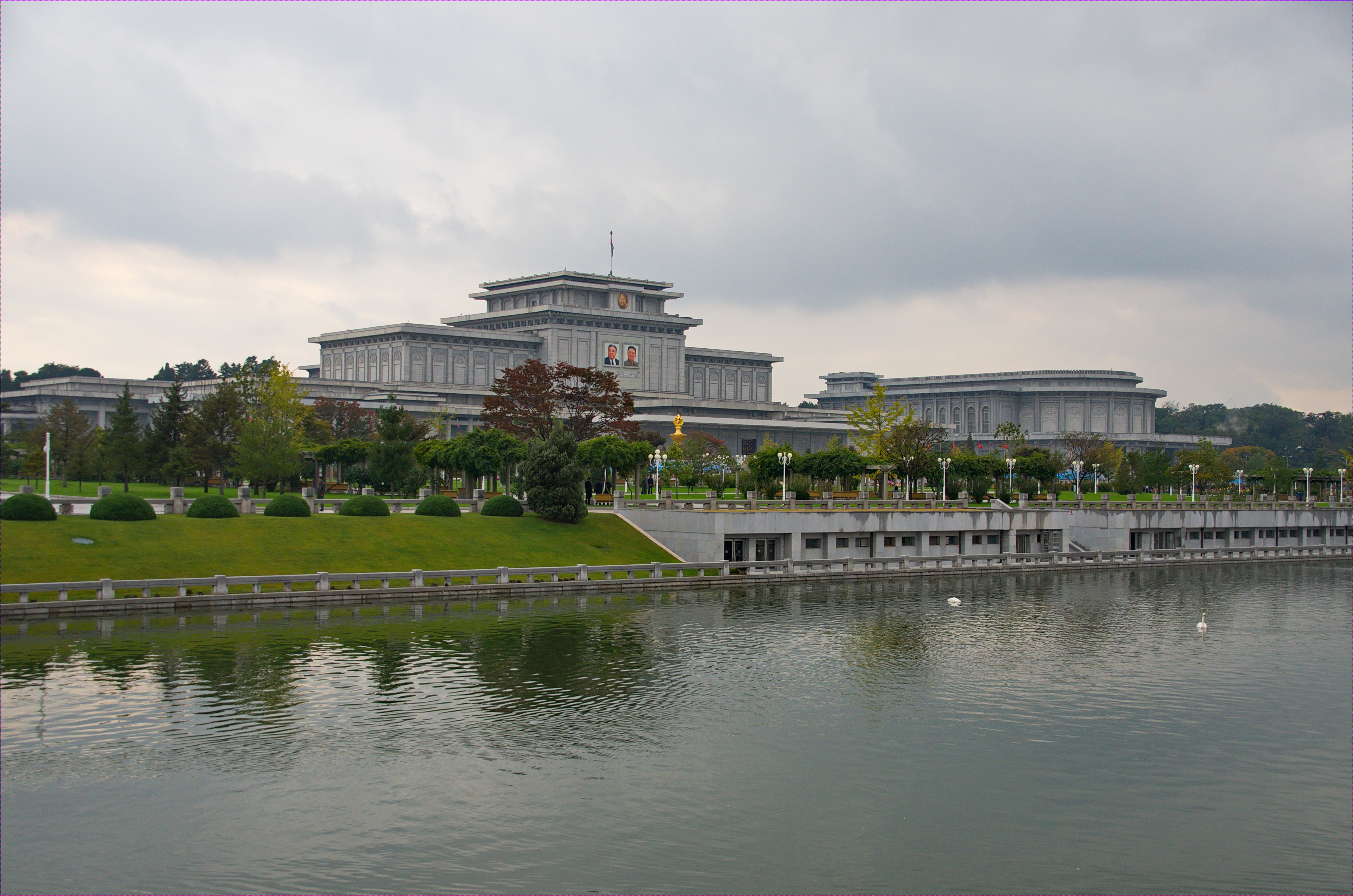
Palacio del Sol de Kumsusan.
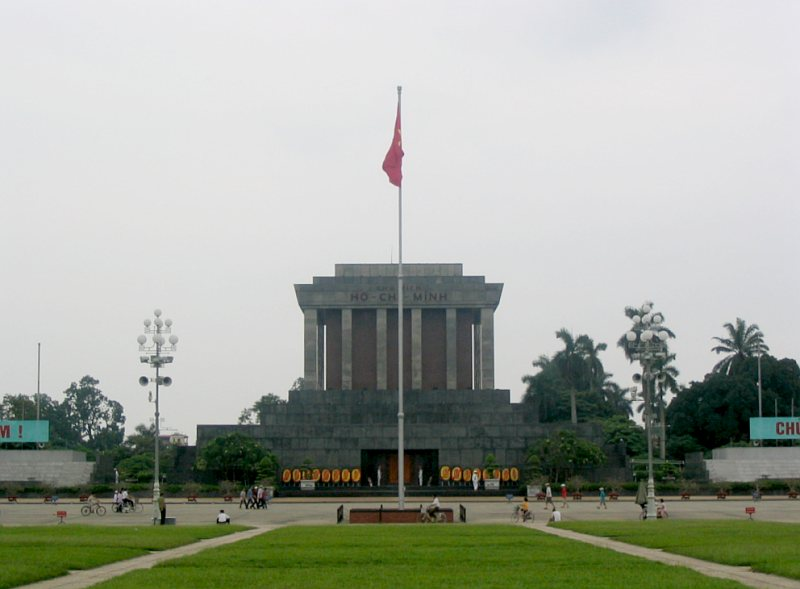
Mausoleo de Hồ Chí Minh.
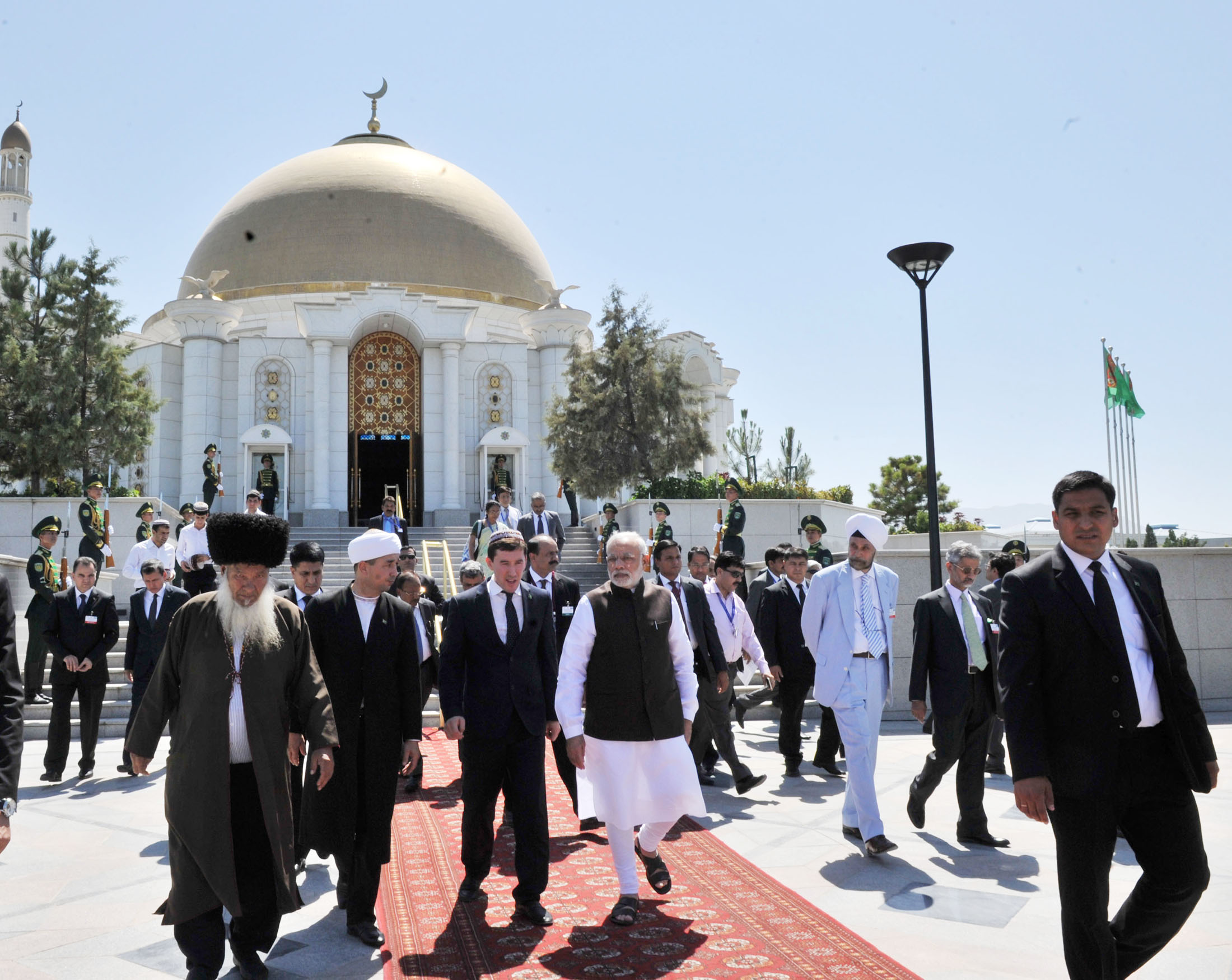
Mausoleo de  Saparmurat Niyazov en la Mezquita de Gypjak.

## Artes figurativas funerarias
Las artes figurativas son muy importantes en los contextos funerarios. Inicialmente cumplían una función similar a la de los ajuares funerarios: propiciar algún tipo de vida eterna o inmortalidad o protegerse de ella. Entre los objetos más comunes de los ajuares funerarios están todo tipo de alimentos y productos de lujo y prestigio: las armas, las joyas, la cerámica y los tejidos (que suelen tener muy deficiente conservación). Las máscaras mortuorias reproducen los rasgos del difunto, modelados sobre los del mismo cadáver. La escultura funeraria las reproduce en tallas de madera o piedra, o en bronce. La pintura funeraria reproduce todo tipo de escenas de carácter religioso o de la vida cotidiana; especialmente con la técnica del fresco sobre las paredes de la tumba.

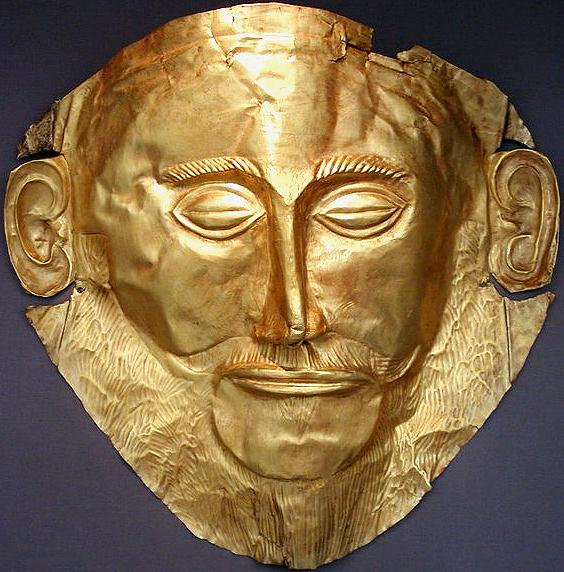
La llamada máscara de Agamenón.
Tumba de los leopardos, Tarquinia (arte etrusco).
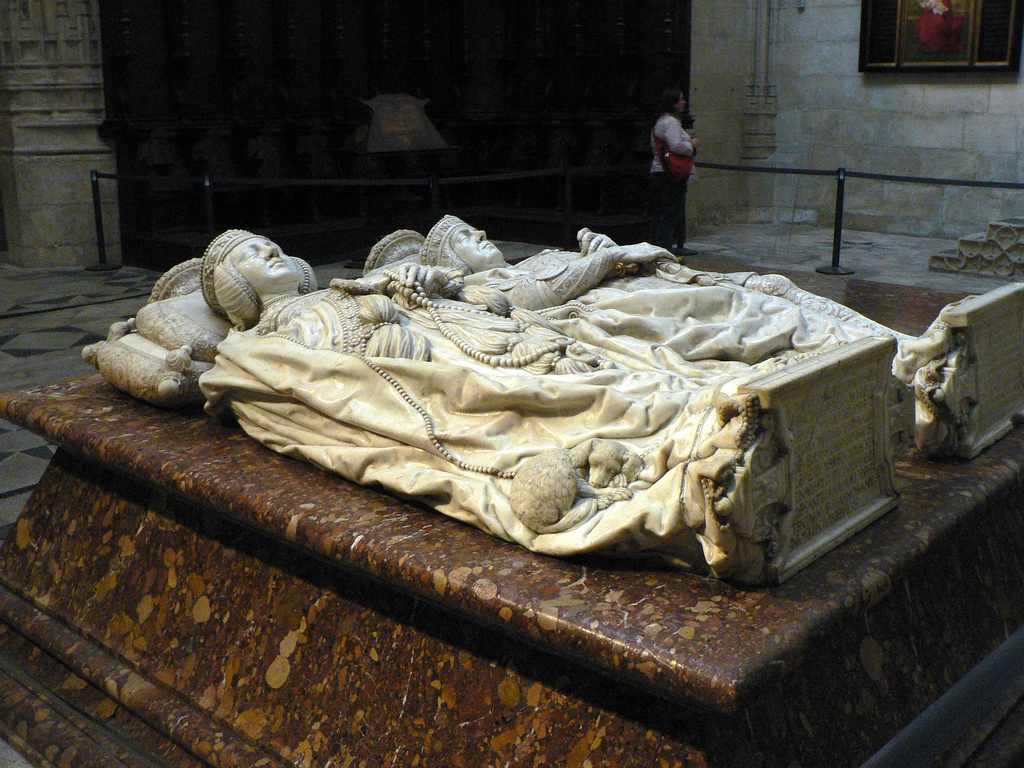
Capilla del Condestable en la Catedral de Burgos.
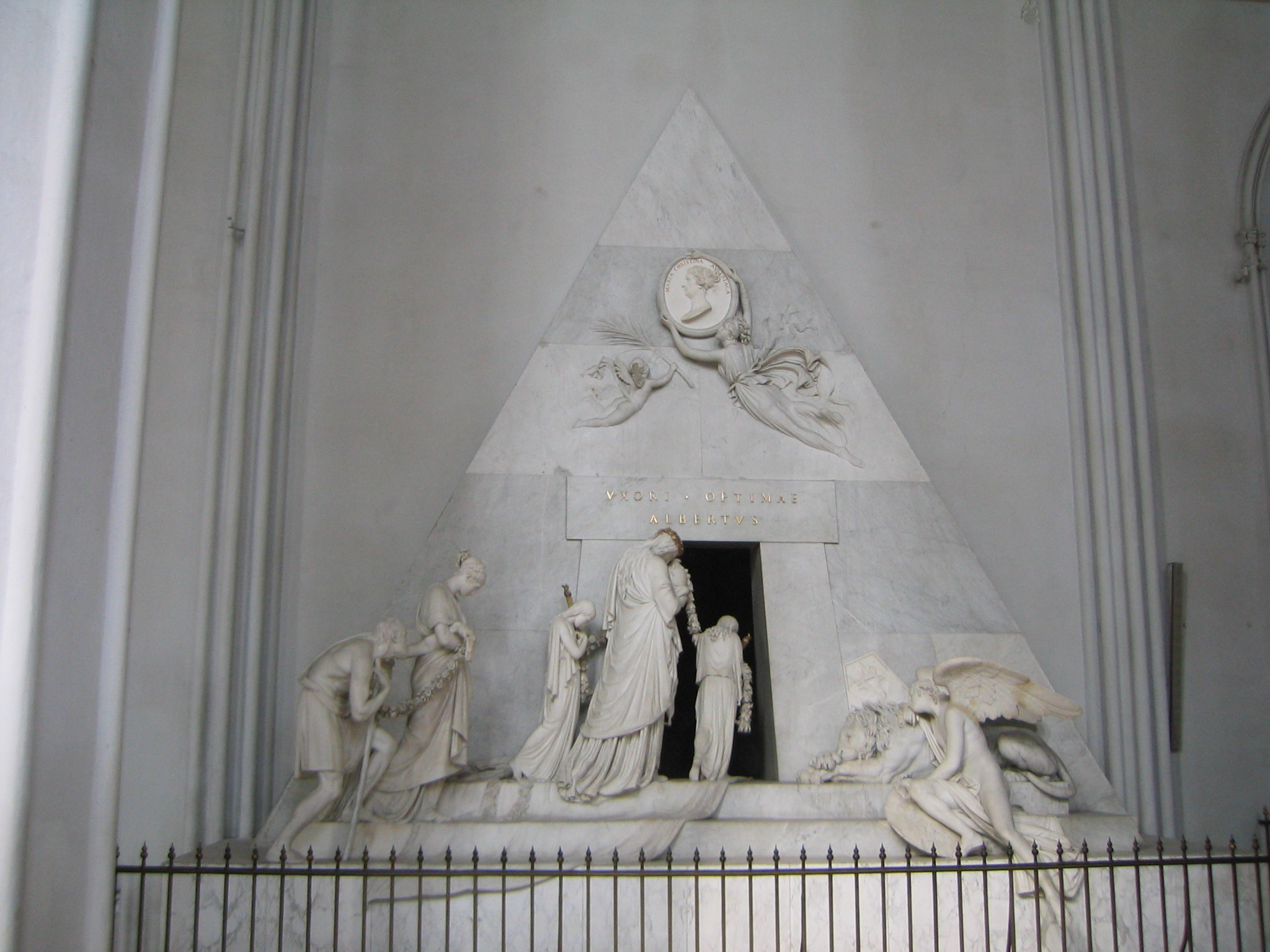
Cenotafio de la Archiduquesa María Cristina de Austria (escultor Canova).
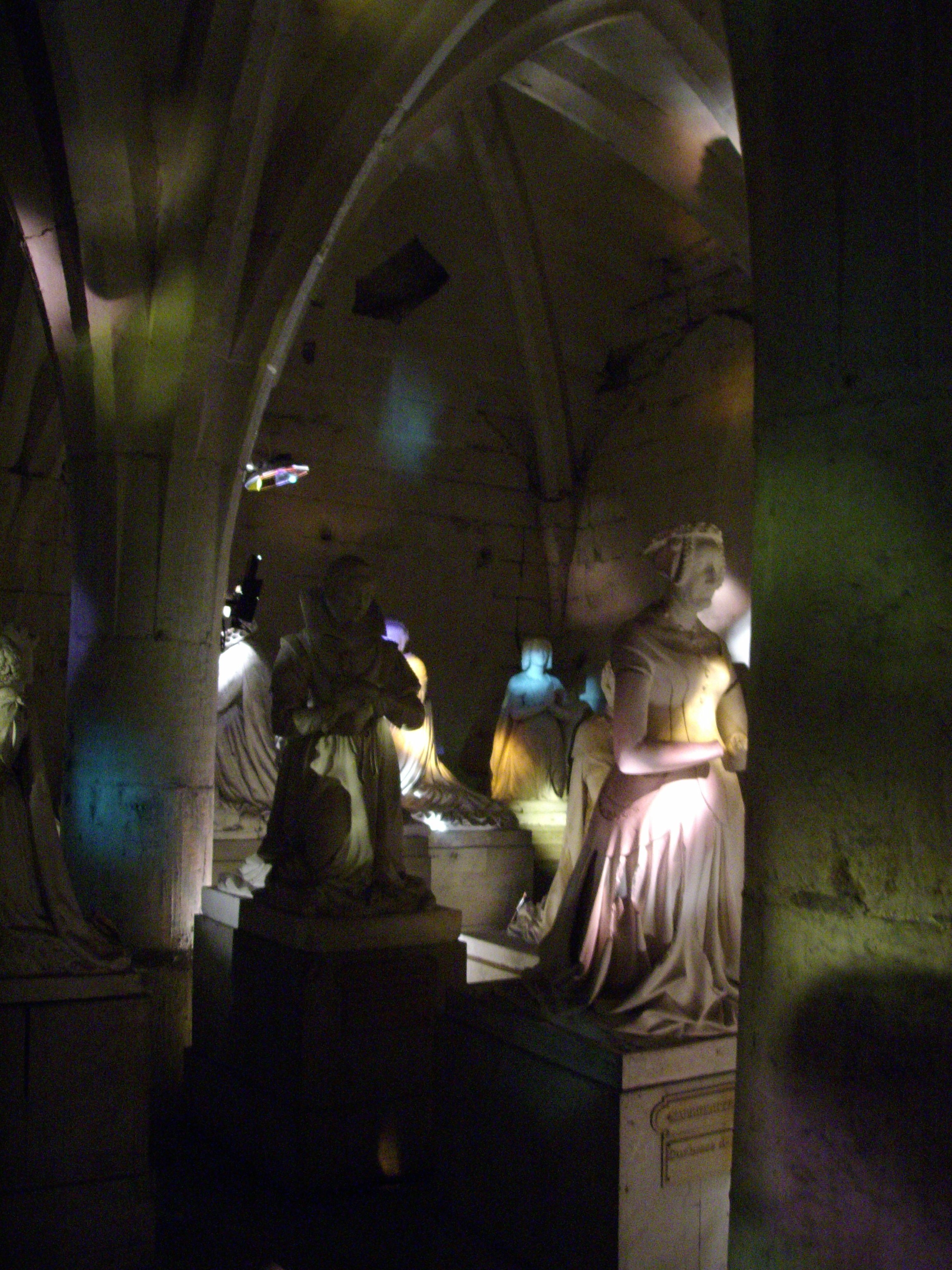
Colección de monumentos funerarios del Castillo de Pierrefonds.
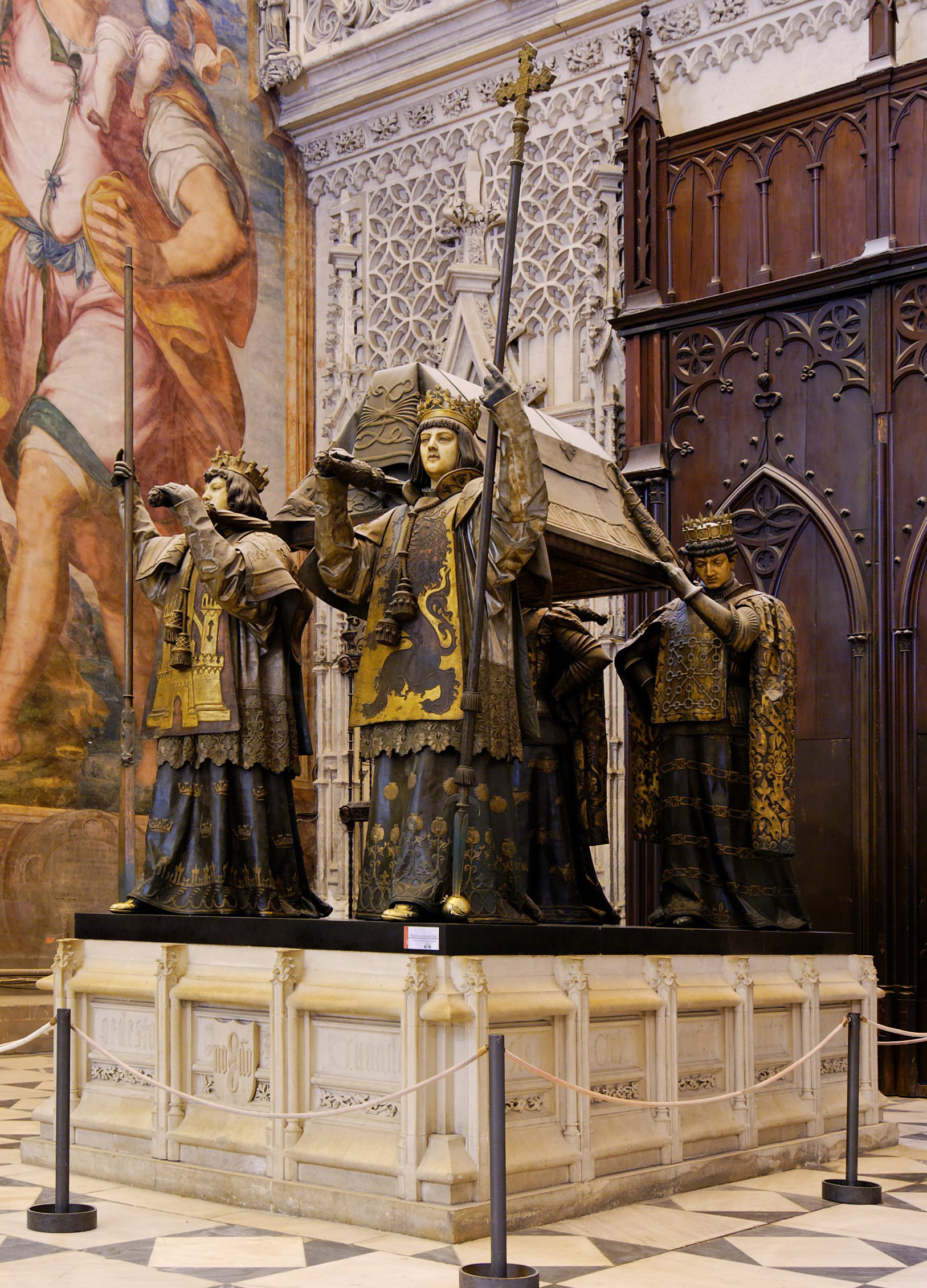
Monumento funerario de Cristóbal Colón en la Catedral de Sevilla.